# Sắt(III) nitrat
Sắt(III) nitrat là một hợp chất vô cơ với công thức hóa học Fe(NO3)3. Vì chất này hút ẩm, nó thường được tìm thấy ở dạng tinh thể ngậm 9 nước Fe(NO3)3·9H2O với màu sắc từ không màu cho đến màu tím nhạt. Hexahydrat Fe(NO3)3.6H2O cũng được biết đến, nó có màu cam.

## Điều chế
Muối sắt(III) nitrat được hình thành do phản ứng của bột kim loại sắt, sắt(III) oxit hoặc sắt(III) hydroxide với axit nitric:
Fe + 4HNO3 → Fe(NO3)3 + NO↑ + 2H2O
Trong sản xuất công nghiệp, phản ứng được thực hiện với oxy được thổi qua dung dịch:
{\displaystyle {\mathsf {4Fe+12HNO_{3}+3O_{2}\longrightarrow 4Fe(NO_{3})_{3}+6H_{2}O}}}
Trong thực hành phòng thí nghiệm, sắt(III) nitrat có thể thu được bằng phản ứng trao đổi:
{\displaystyle {\mathsf {Fe_{2}(SO_{4})_{3}+3Ba(NO_{3})_{2}\longrightarrow 2Fe(NO_{3})_{3}+3BaSO_{4}\downarrow }}}
Cho ceri(IV) nitrat (kiềm) hóa hợp sắt(II) sunfat với môi trường axit nitric, sẽ có phản ứng sau:
{\displaystyle {\mathsf {Ce(NO_{3})_{3}OH+3HNO_{3}+FeSO_{4}\longrightarrow Ce(NO_{3})_{3}+Fe(NO_{3})_{3}+H_{2}SO_{4}+H_{2}O}}}

## Ứng dụng

### Trong phòng thí nghiệm
Sắt(III) nitrat là chất xúc tác ưa thích cho phản ứng tổng hợp natri amit từ dung dịch natri hòa tan trong amonia:
2NH3 + 2Na → 2NaNH2 + H2↑
Một số đất sét có chứa sắt(III) nitrat cho thấy là chất oxy hóa hữu ích trong tổng hợp hữu cơ. Ví dụ sắt(III) nitrat có trong Montmorillonit—một chất thử được gọi là "Clayfen"—đã được sử dụng cho quá trình oxy hóa alcohol thành aldehyde và thiol thành đisunfua.

### Ứng dụng khác
Dung dịch sắt(III) nitrat được các nhà kim hoàn và các chuyên gia chạm khắc bạc và các hợp kim bạc.

## Hợp chất khác
Fe(NO3)3 còn tạo một số hợp chất với CO(NH2)2, như Fe(NO3)3·6CO(NH2)2 là tinh thể màu chàm.